# الفاضل الجعايبي
الفاضل الجعايبي (ولد سنة 1945 بمدينة أريانة) مخرج ومؤلف مسرحي درس المسرح بالجامعة الفرنسية. شارك في تأسيس وإدارة عدة فرق مسرحية في تونس وفرنسا. في سنة 1976 كان أحد مؤسسي فرقة «المسرح الجديد». شارك في اقتباس وإخراج مسرحيّتي «العرس» و«عرب» للسينما. في سنة 1994 قدم بالاشتراك مع محمود بن محمود فيلما روائيا طويلا بعنوان «شيشخان». أخرج للسينما مسرحيته «جنون» في 2006.
عيّنت وزارة الثقافة التونسية المخرج المسرحيّ فاضل الجعايبي مديراً عامّاً للمسرح الوطني التونسي. وكان هذا المسرح أسس في 30 كانون الأول (ديسمبر) 1983 بدعم سخيّ من الدولة التونسيّة بعد تعثّر الكثير من الفرق المسرحيّة التونسيّة، وتراجع إنتاجها، وكان الهدف من بعثه تطوير الخطاب المسرحيّ في تونس وفتحه على آفاق تعبيريّة وفنيّة جديدة.
وهذا التعيين يشير بوضوح إلى التحوّل الكبير الذي تشهده السياسة الثقافية التونسية، فمن المعروف عن الفاضل الجعايبي نقده اللّاذع للسلطة الحاكمة في عهديها السابق والحاليّ. فالرجل آتٍ من زمن اليسار الرومنطيقيّ، زمن الثورات الطالبيّة، وربيع باريس، واحتجاجات الجامعة التونسية خلال السبعينات... لم تنطفئ فيه جذوة الغضب، بل كلّ أعماله تشير إلى أنّه ما زال يربيّ حلمه القديم، حلم إقامة مجتمع عادل، تقدّميّ، يستضيء بأفكار فلاسفة الأنوار ومفكري اليسار الجديد. لهذا، كان مسرحه قريباً من المسرح السياسي كما استتبّت مقوّماته عند المسرحيين الكبيرين بسكاتور وبرشت، أي كان مسرحاً ناقداً، رافضاً، غاضباً لا يهدهد المتفرّج بمقدار ما يربكه، يبدّد طمأنينته، يدفعه إلى وضع كلّ شيء موضع مساءلة ونظر.
وتتجلّى هذه النبرة الغاضبة أقوى ما تتجلّى في مسرحيّتيه «يحيى يعيش» و «تسونامي». المسرحيّة الأولى كانت نقداً حادّاً للنظام القديم، تكشف بحسّ دراميّ عميق، التوتّر القائم بين عالمين ما فتئا يتباعدان، عالم الحاكم وعالم المحكومين. أمّا المسرحية الثانية فكانت تصوّيراً استعاريّاً للزلزال العنيف الذي هزّ المجتمع التونسي وللصراع الذي نشب بين الأحزاب من أجل الاستئثار بالسلطة.
مسرحيّة «يحيى يعيش» تروي حكاية مسؤول كبير ينتمي إلى العهد السابق كانت له، في المجتمع التونسي منزلة وحظوة، ثمّ أكره فجأة على التّخلي عن منصبه أي التخلّي عن المنزلة الاجتماعيّة التي كان يحظى بها، فيقرّر عندئذ مغادرة البلاد درءاً للأخطار، بيد أنّ السلطة تمنعه من السفر، بل وتعتقله وتبدأ في محاسبته. هكذا، تبدأ رحلة هبوطه إلى الجحيم، إلى قاع الجحيم، حيث يتحوّل إلى كائن هشّ وضعيف يثير الشفقة.
أمّا مسرحية «تسونامي»، فإنها تصوّر الظروف التي حفّت بقيام الثورة التونسية وهي الثورة التي زلزلت الحياة السياسية في تونس وعصفت بكلّ ثوابتها القديمة. منذ المشاهد الأولى يرسم المخرج فاضل الجعايبي برهافة فنية نادرة.

## أعماله

### مسرحيات
أعماله كثيرة ومن بينها:
- عرب، 1987
- فاميليا، 1993
- عشاق المقهى المجهور، 1995
- جنون، 2001
- خمسون، 2006
- يحيى يعيش، 2010
- تسونامي، 2013
- عنف، 2015
- خوف، 2017
- مارتير، 2020

### أفلام
- العرس، 1978
- عرب، 1988
- جنون، 2005